# 莫斯克瓦河 (蒂薩河支流)
莫斯克瓦河（烏克蘭語：Сільський Потік），是烏克蘭的河流，位於該國西南部文尼察州，屬於蒂薩河的左支流，發源自拉希夫東南部，流經拉希夫區，河道全長4公里。